# Ordre des Chevaliers de Saint-Marc

La croix de l'ordre des Chevaliers de Saint-Marc

L'ordre des Chevaliers de Saint-Marc de la sérénissime république de Venise fut le plus important des ordres chevaleresques fondés dans le cadre de la république de Venise.
La république de Venise ne disposait que d'un seul ordre chevaleresque, celui de San Marco. Il existait déjà avec certitude au XVe siècle. Le Sénat ou le Maggior Consiglio conféra la dignité aux patriciens et aux personnages de grande importance, le doge aux gens plus simples.
L'enseigne conférée par le doge consistait en une croix fourchée aux bouts, d'émail bleu ourlé d'or avec dans le centre le lion de San Marco en majesté et il était porté au cou avec une chaînette d'or vénitienne (manin) avec fermetures travaillées. 
Celle conférée par le Maggior Consiglio ou le Sénat consistait par contre souvent de la même croix pendue à un riche collier avec médaille, qui avait dans la face le lion ailé et dans le revers une inscription souvenir; les colliers les plus riches avaient une valeur de plusieurs milliers de ducats.
Quand les patriciens portaient la toge, ils ne pouvaient pas se parer des enseignes et ils y substituaient alors l'étole de la toge ordinaire passementée d'or ou l'étole de la toge de cérémonie d'étoffe d'or. Cet usage donna la dénomination de Chevaliers de l'Étole d'Or.
L'étole d'or indiquait cependant pas toujours l'appartenance à l'ordre de Saint-Marc, mais aussi une de chevalier reçue des princes ou souverains étrangers dans les ambassades et reconnu par le gouvernement vénitien à leur retour au pays.

## Sources
- I cavalieri di San Marco, R. Bratti, Venezia, Visentini, 1898.